# Mesoleuca suffusa
Mesoleuca suffusa är en fjärilsart som beskrevs av Benjamin Carrington 1881. Mesoleuca suffusa ingår i släktet Mesoleuca och familjen mätare. Inga underarter finns listade i Catalogue of Life.